# 梅花镇 (石家庄市)
梅花镇，是中华人民共和国河北省石家庄市藁城区下辖的一个乡镇级行政单位。地处藁城区南部，东连常安镇和贾市庄镇，南与赵县接壤，西南与栾城区搭界，西与南营镇为邻，北接廉州镇和兴安镇，区域面积74.45平方千米。 

## 行政区划
梅花镇下辖以下地区：
梅花村、赵金村、南高庄村、尚庄村、崔家庄村、东庄村、西庄村、南刘村、木连城村、朱家庄村、屯头村、高玉村、许家庄村、阳台村、倪家庄村、刘家庄村、西白露村、东白露村和时家庄村。